# Metasia belutschistanalis
Metasia belutschistanalis là một loài bướm đêm trong họ Crambidae.